# Kulli (Hummuli)
Kulli – wieś w Estonii, prowincji Valga, w gminie Hummuli.